# Błażej Dzikowski (poseł)
Błażej Dzikowski (ur. 1881 w Urzędowie, zm. 15 sierpnia 1940 w Rurach Jezuickich) – polski polityk ludowy, działacz społeczny, poseł na Sejm Ustawodawczy i II kadencji w II RP.

## Życiorys
Po ukończeniu szkoły ludowej wyjechał w 1903 roku do Warszawy, gdzie zetknął się z Maksymilianem Malinowskim: ukończył prowadzone przez Malinowskiego kursy pszczelarsko-ogrodowe, związał się ze środowiskiem pisma „Zorza” i ruchem zaraniarskim. Po powrocie do rodzinnej miejscowości włączył się w działalność niepodległościową – współorganizował oddział POW w Urzędowie (1916) i był prezesem tutejszego Towarzystwa „Piechur”, będącego legalną nadbudówką konspiracyjnej POW. Od 1908 roku był też członkiem Zarządu Głównego Towarzystwa Rolniczego im. Stanisława Staszica. Wprowadzał wówczas nowoczesne rozwiązania w pszczelarstwie: ul ramowy i węzę pszczelą.
Po odzyskaniu przez Polskę niepodległości stał się jednym z współorganizatorów PSL „Wyzwolenie”. Został wybrany posłem na Sejm Ustawodawczy oraz w roku 1928. Był inicjatorem czynów społecznych w Urzędowie, w których wyniku powstały spółdzielnia mleczarska, Kasa Stefczyka, budowa domu ludowego oraz „Społem”. Przez wiele lat sprawował funkcje prezesa kółka rolniczego w Urzędowie, radnego gminy i wójta gminy Urzędów. Współtworzył struktury Stronnictwa Ludowego jako skarbnik powiatowy w Potoku-Stany, gminny prezes w Urzędowie, i wiceprezes w Janowie. W okresie sanacji przeszedł z ludowej opozycji do obozu sanacyjnego – najpierw jako działacz Kadry Działaczy Ludowych, a następnie Ozonu.
Po klęsce wrześniowej wszedł w skład władz politycznych ZWZ w obwodzie Janów Lubelski. Aresztowany przez Niemców 10 czerwca 1940 roku, został rozstrzelany 15 sierpnia 1940 roku w trakcie egzekucji w Rurach Jezuickich.
Został pogrzebany w zbiorowej mogile. Napis poświęcony jego pamięci znajduje się na nagrobku żony, Władysławy Dzikowskiej, w Urzędowie. 

## Ordery i odznaczenia
- Krzyż Kawalerski Orderu Odrodzenia Polski (11 listopada 1936)[5]

## Upamiętnienie
Jego imieniem została nazwana jedna z ulic Urzędowa (w dzielnicy Zakościelne).